# Океан и три реки
«Океан и три реки» (укр. «Океан та три річки») — дев'ятий сингл російсько-українського гурту «ВІА Гра», з альбому «Биология».

## Відеокліп
Дев'ятий кліп гурту ВІА Гра. Перший спільний кліп з Валерієм Меладзе.
Режисер кліпу Семен Горов.

## Нагороди
- Премія Муз-ТВ Найкращий дует
- Пісня року 2003
- Золотий грамофон 2003

## Учасники запису
- Надія Грановська
- Анна Сєдокова
- Віра Брежнєва
- Валерій Меладзе